# Jean Eustache
Jean André Eustache, född 30 november 1938 i Pessac, Nouvelle-Aquitaine, död 5 november 1981 i Paris, var en fransk skådespelare, filmregissör och manusförfattare.

## Filmografi i urval
- 1966 – Le père Noël a les yeux bleus (manus och regi)
- 1967 – Utflykt i det röda (roll)
- 1970 – Le Cochon (manus och regi)
- 1972 – Mamman och horan (manus och regi)
- 1974 – Mes petites amoureuses (regi)
- 1977 – Den amerikanske vännen (roll)
- 1977 – Une sale histoire (regi)